# تصرف آتو توسط ژاپن
تصرف آتو توسط ژاپن (انگلیسی: Japanese occupation of Attu) نتیجه حمله به جزایر آلیوتی در آلاسکا در طول جنگ جهانی دوم بود. نیروهای امپراتوری ژاپن نیروی زمینی امپراتوری ژاپن در ۷ ژوئن ۱۹۴۲ روز بعد از حمله به کیشکا (جزیره) به زمین نشستند. همراه با پیاده شدن در کیشکا، اولین بار بود که از زمان  جنگ ۱۸۱۲ توسط یک قدرت خارجی به سرزمین اصلی ایالات متحده آمریکا حمله و اشغال شد و دومین مورد حمله به ایالات متحده در طول جنگ جهانی دوم بود. این اشغال با پیروزی متفقین متفقین جنگ جهانی دوم در نبرد آتو در ۳۰ مه ۱۹۴۳ پایان یافت.